# PZL Bielsko SZD-8
Die PZL Bielsko SZD-8 Jaskółka (deutsch Schwalbe) ist ein polnisches Hochleistungssegelflugzeug der Offenen Klasse. Das Kürzel SZD steht für den in Bielsko-Biała ansässigen Hersteller Szybowcowy Zakład Doświadczalny (Segelflugzeug-Entwicklungswerk).

## Entwicklung
Die SZD-8 war eines der ersten polnischen Hochleistungssegelflugzeuge. Die Konstruktionsarbeiten erfolgten unter der Leitung von Tadeusz Kostia. Der erste Prototyp wurde 1951 fertiggestellt und absolvierte, mit dem Kennzeichen SP–1222 versehen, am 21. September mit Adam Zientka seinen Erstflug. Er war schwer aus dem Flachtrudeln herauszubringen und wurde deshalb überarbeitet. Der Rumpf wurde um etwa 70 cm verlängert und die Leitwerksfläche vergrößert. Die folgenden Tests wurden von Adam Dziurzynski geflogen, der mit dem Prototyp etwa 1000 Trudelversuche durchführte. Inzwischen war ein zweiter Prototyp gebaut und als SZD-8-2 und dem Kennzeichen SP–1223 am 3. Dezember 1951 geflogen worden. Die weiteren Versuche zogen sich einige Monate hin, aber schließlich wurde im Verlauf des Jahres 1952 die Produktion aufgenommen. Den Erkenntnissen aus der Erprobung folgend bekamen die Serienmodelle eine etwas andere Rumpflinienführung, eine geänderte Konstruktion des Hauptholms im vorderen Bereich und andere Querrudermechaniken. Sie wurden außerdem mit Luftbremsen ausgerüstet und erhielten teilweise auch einziehbare Hauptfahrwerksräder. Am 24. Dezember 1952 absolvierte wiederum Adam Zientka den Erstflug mit dem ersten Serienexemplar (SP–1305), das die Bezeichnung SZD-8bis erhielt und 30 mal gebaut wurde.
In den folgenden Jahren entstanden eine Reihe von Varianten, bei denen insbesondere die Formführung der Bugpartie oftmals unterschiedlich gestaltet wurden. Unter anderem entwickelte Stanisław Wielgus die auf den Export zugeschnittenen SZD-8bis III und SZD-8bis 0 mit geringfügigen Verbesserungen. Den Höhepunkt bildeten die am 2. Mai 1958 erstmals geflogene SZD-8ter Z und die SZD-8ter ZO mit geändertem Rumpf-Flügel-Übergang aus Laminat und Luftbremsen aus Metall, von denen insgesamt 40 Stück entstanden. Mit letzterer konnten zwischen Mai 1954 und Mai 1960 15 Weltrekorde erflogen werden. Unter anderem absolvierte Jerzy Wojnar am 15. Mai 1954 ein 100-km-Dreieck mit 94,716 km/h, eine 200-km-Strecke mit 57,5 km/h und einen Zielflug mit Rückkehr zum Startpunkt über 488,4 km. 1959 wurde die Strecke bei letzterer Disziplin von Ludwig Misiek auf 533,6 km erhöht und Pelagia Majewska flog einen Frauenrekord über 566 km. Auch bei Segelflug-Weltmeisterschaften belegten Jaskółkas vordere Plätze, so Marian Gorzelak 1956 in Saint-Yan den 3. und Edward Makula 1958 in Leszno den 5. Rang.
Bis zum Ende der Produktion im Jahr 1958 wurden 135 SZD-8 aller Versionen gebaut. 75 Stück wurden in 14 Länder exportiert, davon 15 SZD-8bis von 1955 bis 1957 in die DDR, wo sie bei der GST eingesetzt wurden. Die letzte dieser Jaskółkas wurde 1973 aus dem Register gelöscht. China erhielt das Muster ebenfalls und entwickelte es zur X-10 weiter, die ab 1958 in Shenyang in großer Stückzahl gebaut wurde.
Weitere Modelle und Nachfolger der Jaskółka-Reihe waren die SZD-14 Jaskółka M und die SZD-17 Jaskółka L, beide mit V-Leitwerk. Der Rumpf der SZD-8 bildete die Basis für die SZD-11 Albatros. Als Hochleistungssegler wurde die Jaskółka von der SZD-19 Zefir und der SZD-24 Foka abgelöst.

## Versionen
- SZD-8 Jaskółka: erster Prototyp
- SZD-8-2 Jaskółka: zweiter, verbesserter Prototyp
- SZD-8bis Jaskółka bis: erste Serie von 1952, 30 Stück wurden gebaut
- SZD-8bis E Jaskółka E: zweite Serie von 1954, 30 (49?) Stück wurden gebaut
- SZD-8bis W Jaskółka W: Versuchsausführung mit Wasserballastbehälter, der im Flug in 2,5 min abgelassen werden konnte. Nur ein Exemplar wurde 1954 gebaut
- SZD-8bis Z Jaskółka Z: Serienversion mit geänderter Rumpflinie, geänderter Ruderanlenkung, anderem Instrumentenbrett und verstellbarem Seitenruderpedal. 28 Stück wurden 1954/1955 gebaut
- SZD-8bis III: Exportversion auf Basis der SZD-8bis E und Z mit gefedertem Hauptrad, Metall-Heckspornkufe und Kugellager-Rudergelenken. Es erfolgte wahrscheinlich kein Serienbau
- SZD-8bis 0 Jaskółka 0: Exportversion auf Basis der SZD-8bis Z mit geändertem Instrumentenbrett und KP-14-Sauerstoffanlage. 1955/1956 wurden fünf Stück gebaut
- SZD-8ter Z Jaskółka Z: Version mit Metall-Luftbremsen, Rumpf-Flügel-Übergang aus Laminat, Wasserballastbehälter und neuem Instrumentenbrett. 1958 entstanden zehn Exemplare
- SZD-8ter ZO Jaskółka ZO: wie SZD-8ter Z, aber ohne Wasserballast. 1957/1958 wurden 30 Stück gebaut. Leistungsstärkste Jaskółka-Ausführung, mit der mehrere Rekorde erflogen wurden

## Aufbau
Die SZD-8 ist ein freitragender Mitteldecker in Holzbauweise. Der in Schalenbauweise ausgeführte Rumpf mit ovalem, sich nach hinten verjüngendem Querschnitt besteht aus einem mit Sperrholz beplanktem Gerüst. Die Tragflügel sind einholmig mit 14 Rippen ausgeführt und ebenfalls sperrholzbeplankt. Sie sind mit Luftbremsen versehen, die nach oben und unten ausfahren und mit dem Hauptrad, sofern es einziehbar gestaltet ist, gekoppelt sind. Das Fahrwerk besteht aus dem starr oder einziehbar gestalteten 300×130-mm-Hauptrad, einer je nach Ausführung in unterschiedlicher Länge ausgeführten Bugkufe und einer Heckkufe aus Holz oder Metall. Sämtliche Ruder bestehen aus einem Holzrahmen mit Stoffbespannung.

## Technische Daten
| Besatzung                 | 1                    | 1                    | 1                    | 1                    | 1                      |        |        |        |
| Spannweite                | 16,0 m               | 16,0 m               | 16,0 m               | 16,0 m               | 16,0 m                 |        |        |        |
| Länge                     | 6,74 m               | 7,42 m               | 7,42 m               | 7,42 m               | 7,42 m                 |        |        |        |
| Höhe                      | 1,28 m               | 1,41 m               | 1,9 m                | 1,41 m               | 1,41 m                 | 1,41 m | 1,41 m | 1,41 m |
| Flügelfläche              | 13,6 m               | 13,6 m               | 13,6 m               | 13,6 m               | 13,6 m                 |        |        |        |
| Flügelstreckung           | 18,8                 | 18,8                 | 18,8                 | 18,8                 | 18,8                   |        |        |        |
| Leermasse                 | 275,5 kg             | 252 kg               | 252 kg               | 267,5 kg             | 270 kg                 |        |        |        |
| Wasserballast             | nein                 | nein                 | nein                 | 95 kg                | 95 kg (nur Jaskółka Z) |        |        |        |
| maximale Startmasse       | 365,5 kg             | 342 kg               | 342 kg               | 357,5 kg             | 360 kg                 |        |        |        |
| maximale Flächenbelastung | 26,8 kg/m²           | 25,2 kg/m²           | 25,2 kg/m²           | 26,4 kg/m²           | 26,5 kg/m²             |        |        |        |
| Höchstgeschwindigkeit     | 250 km/h             | 250 km/h             | 250 km/h             | 250 km/h             | 250 km/h               |        |        |        |
| Mindestgeschwindigkeit    | 50 km/h              | 55 km/h              | 55 km/h              | 55 km/h              | 55 km/h                |        |        |        |
| Gleitzahl                 | 25,4 bei 80 km/h     | 26,4 bei 80 km/h     | 26,4 bei 80 km/h     | 26,4 bei 80 km/h     | 28,5 bei 83 km/h       |        |        |        |
| geringstes Sinken         | 0,76 m/s bei 65 km/h | 0,76 m/s bei 68 km/h | 0,76 m/s bei 68 km/h | 0,78 m/s bei 70 km/h | 0,75 m/s bei 74 km/h   |        |        |        |

## SZD-8 in Deutschland

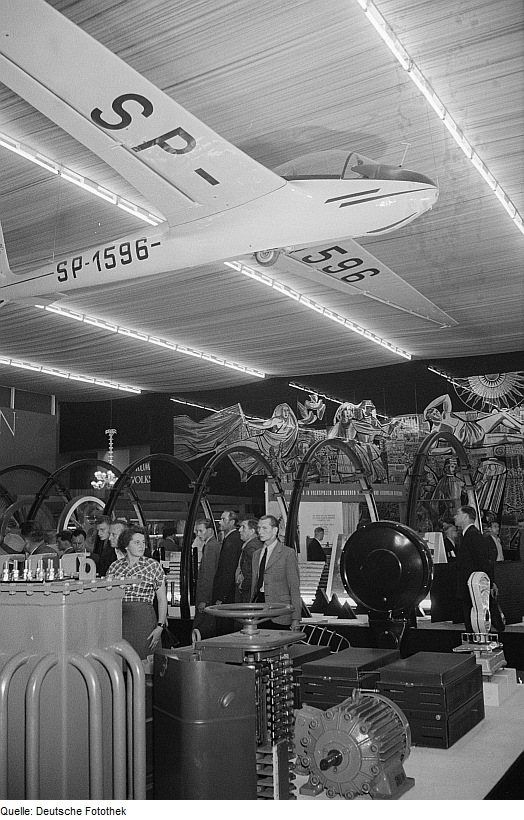
SZD-8bis auf der Leipziger Herbstmesse von 1954. Die SP–1596 wurde im Jahr darauf als erste Jaskółka an die DDR geliefert

Nachfolgend eine Liste der in der DDR eingesetzten SZD-8bis. Die Nutzung erfolgte, sofern nicht anders angegeben, bei der GST.

| Werknummer | Kennzeichen      | Indienststellung | Außerdienststellung | Anmerkungen                                   |
| ---------- | ---------------- | ---------------- | ------------------- | --------------------------------------------- |
| 150        | (exDDR–) DM–2014 | 7. April 1955    | 2. November 1970    | exSP–1596                                     |
| 130        | (exDDR–) DM–2017 | 6. Mai 1955      | 23. Mai 1969        | exSP–1534                                     |
| 123        | (exDDR–) DM–2018 | 1955             | 15. Februar 1971    | exSP–1527                                     |
| 122        | (exDDR–) DM–2019 | 6. Mai 1955      | 5. September 1972   | exSP–1526                                     |
| 120        | (exDDR–) DM–2020 | 29. Mai 1955     | 30. September 1966  | exSP–1524                                     |
| 140        | (exDDR–) DM–2021 | 1955             | 20. August 1971     | exSP–1544                                     |
| 158        | (exDDR–) DM–2022 | 19. August 1955  | Juni 1965           | exSP–1604 nach schwerer Beschädigung gelöscht |
| 159        | (exDDR–) DM–2023 | 19. August 1955  | 18. Januar 1968     |                                               |
| 160        | (exDDR–) DM–2024 | 19. August 1955  | 9. März 1971        |                                               |
| 175        | (exDDR–) DM–2026 | 5. Mai 1956      | 25. September 1967  | Einsatz bei ASV                               |
| 174        | (exDDR–) DM–2027 | 1956             | 26. Januar 1973     |                                               |
| 161        | (exDDR–) DM–2028 | 22. März 1956    | 2. November 1970    |                                               |
| 162        | (exDDR–) DM–2029 | 12. April 1956   | 27. Mai 1963        |                                               |
| 167        | (exDDR–) DM–2030 | 22. April 1956   | 14. Mai 1971        |                                               |
| 169        | (exDDR–) DM–2031 | 22. Juni 1957    | 23. Februar 1970    |                                               |